# Майер, Иоганн Кристоф Андреас
Иоганн Кристоф Андреас Майер (нем. Johann Christoph Andreas Mayer; 8 декабря 1757, Грайфсвальд, Швеция (ныне Германия) — 5 ноября 1801, Берлин, Пруссия)  — немецкий профессор анатомии, сын математика Андреаса Майера.
Первым доказал, что отпечаток пальца каждого человека по своему уникален.

## Биография
Майер родился в 1747 году у математика Андреаса Майера в Грайфсвальде. Он ходил в школу в своем родном городе, а также учился в университете Грайфсвальда. Фридрих Великий пригласил его в 1777 году в Берлинский медицинский университет в качестве профессора анатомии. В 1778 году он поступил во Франкфуртский университет (Одер) в качестве профессора медицины. Там он также начал свою восьмитомную работу по анатомии.
Во Франкфурте он был вторым мастером кафедры в масонскую ложу «Праведник Сердца». Вместе с братьями ложи он выпустил несколько воздушных шаров Монгольфьеров 7 марта 1784 года.
В 1787 году он снова покинул Франкфурт и занял кафедру ботаники и фармацевтической науки в Берлине. В то же время он стал личным врачом короля и директором ботанического сада в Берлине. Он также был комиссаром придворной аптеки и главой Прусского медико-медицинского колледжа. 4 ноября 1782 года Иоганн Кристоф Андреас Мейер, по прозвищу Эразистрат II, был принят в члены Леопольдина (поступление 864). В июне 1787 года он стал полноправным членом Прусской академии наук.